# Copa de Irlanda
La Copa de la Asociación de Fútbol de Irlanda (en inglés: Football Association of Ireland Challenge Cup), también llamada como FAI Cup, es una competición de fútbol por eliminatorias disputada anualmente por equipos de la República de Irlanda (así como Derry City de Irlanda del Norte). Organizado por la FAI, la competencia es actualmente patrocinada por el fabricante de automóviles Ford. El Shamrock Rovers mantiene el récord con 25 victorias.
El equipo campeón accede a la primera ronda clasificatoria de la Liga de Conferencia Europea de la UEFA

## Palmarés
| Temporada | Campeón                | Resultado           | Finalista              | Sede de la final |
| --------- | ---------------------- | ------------------- | ---------------------- | ---------------- |
| 1922      | St. James's Gate       | 1 - 1, 1 - 0        | Shamrock Rovers        | Dalymount Park   |
| 1923      | Alton United           | 1 - 0               | Shelbourne             | Dalymount Park   |
| 1924      | Athlone Town           | 1 - 0               | Fordsons               | Dalymount Park   |
| 1925      | Shamrock Rovers        | 2 - 1               | Shelbourne             | Dalymount Park   |
| 1926      | Fordsons               | 3 - 2               | Shamrock Rovers        | Dalymount Park   |
| 1927      | Drumcondra             | 1 - 1, 1 - 0        | Brideville             | Dalymount Park   |
| 1928      | Bohemian               | 2 - 1               | Drumcondra             | Dalymount Park   |
| 1929      | Shamrock Rovers        | 0 - 0, 3 - 0        | Bohemian               | Dalymount Park   |
| 1930      | Shamrock Rovers        | 1 - 0               | Brideville             | Dalymount Park   |
| 1931      | Shamrock Rovers        | 1 - 1, 1 - 0        | Dundalk                | Dalymount Park   |
| 1932      | Shamrock Rovers        | 1 - 0               | Dolphin                | Dalymount Park   |
| 1933      | Shamrock Rovers        | 3 - 3, 3 - 0        | Dolphin                | Dalymount Park   |
| 1934      | Cork FC                | 2 - 1               | St. James's Gate       | Dalymount Park   |
| 1935      | Bohemian               | 4 - 3               | Dundalk                | Dalymount Park   |
| 1936      | Shamrock Rovers        | 2 - 1               | Cork FC                | Dalymount Park   |
| 1937      | Waterford              | 2 - 1               | St. James's Gate       | Dalymount Park   |
| 1938      | St. James's Gate       | 2 - 1               | Dundalk                | Dalymount Park   |
| 1939      | Shelbourne             | 1 - 1, 1 - 0        | Sligo Rovers           | Dalymount Park   |
| 1940      | Shamrock Rovers        | 3 - 0               | Sligo Rovers           | Dalymount Park   |
| 1941      | Cork United            | 2 - 2, 3 - 1        | Waterford              | Dalymount Park   |
| 1942      | Dundalk                | 3 - 1               | Cork United            | Dalymount Park   |
| 1943      | Drumcondra             | 2 - 1               | Cork United            | Dalymount Park   |
| 1944      | Shamrock Rovers        | 3 - 2               | Shelbourne             | Dalymount Park   |
| 1945      | Shamrock Rovers        | 1 - 0               | Bohemian               | Dalymount Park   |
| 1946      | Drumcondra             | 2 - 1               | Shamrock Rovers        | Dalymount Park   |
| 1947      | Cork United            | 2 - 2, 2 - 1        | Bohemian               | Dalymount Park   |
| 1948      | Shamrock Rovers        | 2 - 1               | Drumcondra             | Dalymount Park   |
| 1949      | Dundalk                | 3 - 0               | Shelbourne             | Dalymount Park   |
| 1950      | Transport              | 2 - 2, 2 - 2, 3 - 1 | Cork Athletic          | Dalymount Park   |
| 1951      | Cork Athletic          | 1 - 1, 1 - 0        | Shelbourne             | Dalymount Park   |
| 1952      | Dundalk                | 1 - 1, 3 - 0        | Cork Athletic          | Dalymount Park   |
| 1953      | Cork Athletic          | 2 - 2, 2 - 1        | Evergreen United       | Dalymount Park   |
| 1954      | Drumcondra             | 1 - 0               | St. Patrick's Athletic | Dalymount Park   |
| 1955      | Shamrock Rovers        | 1 - 0               | Drumcondra             | Dalymount Park   |
| 1956      | Shamrock Rovers        | 3 - 2               | Cork Athletic          | Dalymount Park   |
| 1957      | Drumcondra             | 2 - 0               | Shamrock Rovers        | Dalymount Park   |
| 1958      | Dundalk                | 1 - 0               | Shamrock Rovers        | Dalymount Park   |
| 1959      | St. Patrick's Athletic | 2 - 2, 2 - 1        | Waterford              | Dalymount Park   |
| 1960      | Shelbourne             | 2 - 0               | Cork Hibernians        | Dalymount Park   |
| 1961      | St. Patrick's Athletic | 2 - 1               | Drumcondra             | Dalymount Park   |
| 1962      | Shamrock Rovers        | 4 - 1               | Shelbourne             | Dalymount Park   |
| 1963      | Shelbourne             | 2 - 0               | Cork Hibernians        | Dalymount Park   |
| 1964      | Shamrock Rovers        | 1 - 1, 2 - 1        | Cork Celtic            | Dalymount Park   |
| 1965      | Shamrock Rovers        | 2 - 0               | Limerick               | Dalymount Park   |
| 1966      | Shamrock Rovers        | 2 - 0               | Limerick               | Dalymount Park   |
| 1967      | Shamrock Rovers        | 3 - 2               | St. Patrick's Athletic | Dalymount Park   |
| 1968      | Shamrock Rovers        | 3 - 0               | Waterford              | Dalymount Park   |
| 1969      | Shamrock Rovers        | 1 - 1, 4 - 1        | Cork Celtic            | Dalymount Park   |
| 1970      | Bohemian               | 0 - 0, 0 - 0, 2 - 1 | Sligo Rovers           | Dalymount Park   |
| 1971      | Limerick               | 0 - 0, 3 - 0        | Drogheda               | Dalymount Park   |
| 1972      | Cork Hibernians        | 3 - 0               | Waterford              | Dalymount Park   |
| 1973      | Cork Hibernians        | 0 - 0, 1 - 0        | Shelbourne             | Dalymount Park   |
| 1974      | Finn Harps             | 3 - 1               | St. Patrick's Athletic | Dalymount Park   |
| 1975      | Home Farm              | 1 - 0               | Shelbourne             | Dalymount Park   |
| 1976      | Bohemian               | 1 - 0               | Drogheda United        | Dalymount Park   |
| 1977      | Dundalk                | 2 - 0               | Limerick               | Dalymount Park   |
| 1978      | Shamrock Rovers        | 1 - 0               | Sligo Rovers           | Dalymount Park   |
| 1979      | Dundalk                | 2 - 0               | Waterford              | Dalymount Park   |
| 1980      | Waterford              | 1 - 0               | St. Patrick's Athletic | Dalymount Park   |
| 1981      | Dundalk                | 2 - 0               | Sligo Rovers           | Dalymount Park   |
| 1982      | Limerick United        | 1 - 0               | Bohemian               | Dalymount Park   |
| 1983      | Sligo Rovers           | 2 - 1               | Bohemian               | Dalymount Park   |
| 1984      | UCD Dublín             | 2 - 1               | Shamrock Rovers        | Dalymount Park   |
| 1985      | Shamrock Rovers        | 1 - 0               | Galway United          | Dalymount Park   |
| 1986      | Shamrock Rovers        | 2 - 0               | Waterford United       | Dalymount Park   |
| 1987      | Shamrock Rovers        | 3 - 0               | Dundalk                | Dalymount Park   |
| 1988      | Dundalk                | 1 - 0               | Derry City             | Dalymount Park   |
| 1989      | Derry City             | 0 - 0, 1 - 0        | Cork City              | Dalymount Park   |
| 1990      | Bray Wanderers         | 3 - 0               | St. Francis            | Lansdowne Road   |
| 1991      | Galway United          | 1 - 0               | Shamrock Rovers        | Lansdowne Road   |
| 1992      | Bohemian               | 1 - 0               | Cork City              | Lansdowne Road   |
| 1993      | Shelbourne             | 1 - 0               | Dundalk                | Lansdowne Road   |
| 1994      | Sligo Rovers           | 1 - 0               | Derry City             | Lansdowne Road   |
| 1995      | Derry City             | 2 - 1               | Shelbourne             | Lansdowne Road   |
| 1996      | Shelbourne             | 1 - 1, 2 - 1        | St. Patrick's Athletic | Lansdowne Road   |
| 1997      | Shelbourne             | 2 - 0               | Derry City             | Dalymount Park   |
| 1998      | Cork City              | 0 - 0, 1 - 0        | Shelbourne             | Dalymount Park   |
| 1999      | Bray Wanderers         | 0 - 0, 2 - 2, 2 - 1 | Finn Harps             | Tolka Park       |
| 2000      | Shelbourne             | 0 - 0, 1 - 0        | Bohemians              | Tolka Park       |
| 2001      | Bohemian               | 1 - 0               | Longford Town          | Tolka Park       |
| 2002      | Dundalk                | 2 - 1               | Bohemian               | Tolka Park       |
| 2002 (2)  | Derry City             | 1 - 0               | Shamrock Rovers        | Tolka Park       |
| 2003      | Longford Town          | 2 - 0               | St. Patrick's Athletic | Lansdowne Road   |
| 2004      | Longford Town          | 2 - 1               | Waterford United       | Lansdowne Road   |
| 2005      | Drogheda United        | 2 - 0               | Cork City              | Lansdowne Road   |
| 2006      | Derry City             | 4 - 3               | St. Patrick's Athletic | Lansdowne Road   |
| 2007      | Cork City              | 1 - 0               | Longford Town          | RDS Arena        |
| 2008      | Bohemian               | 2 - 2 (4-2 pen.)    | Derry City             | RDS Arena        |
| 2009      | Sporting Fingal        | 2 - 1               | Sligo Rovers           | Tallaght Stadium |
| 2010      | Sligo Rovers           | 0 - 0 (2-0 pen.)    | Shamrock Rovers        | Aviva Stadium    |
| 2011      | Sligo Rovers           | 1 - 1 (4-1 pen.)    | Shelbourne             | Aviva Stadium    |
| 2012      | Derry City             | 3 - 2               | St. Patrick's Athletic | Aviva Stadium    |
| 2013      | Sligo Rovers           | 3 - 2               | Drogheda United        | Aviva Stadium    |
| 2014      | St. Patrick's Athletic | 2 - 0               | Derry City             | Aviva Stadium    |
| 2015      | Dundalk                | 1 - 0               | Cork City              | Aviva Stadium    |
| 2016      | Cork City              | 1 - 0               | Dundalk                | Aviva Stadium    |
| 2017      | Cork City              | 1 - 1 (5-3 pen.)    | Dundalk                | Aviva Stadium    |
| 2018      | Dundalk                | 2 - 1               | Cork City              | Aviva Stadium    |
| 2019      | Shamrock Rovers FC     | 1 - 1 (4-2 pen.)    | Dundalk                | Aviva Stadium    |
| 2020      | Dundalk                | 4 - 2 (t. s.)       | Shamrock Rovers        | Aviva Stadium    |
| 2021      | St. Patrick's Athletic | 1 - 1 (4:3 pen.)    | Bohemian               | Aviva Stadium    |
| 2022      | Derry City             | 4 - 0               | Shelbourne             | Aviva Stadium    |
| 2023      | St. Patrick's Athletic | 3 - 1               | Bohemian               | Aviva Stadium    |
| 2024      | Drogheda United        | 2 - 0               | Derry City             | Aviva Stadium    |

## Títulos por club
| Club                             | Títulos | Subtítulos | Años campeón |
| -------------------------------- | ------- | ---------- | --- |
| Shamrock Rovers                  | 25      | 10         | 1925, 1929, 1930, 1931, 1932, 1933, 1936, 1940, 1944, 1945, 1948, 1955, 1956, 1962, 1964, 1965, 1966, 1967, 1968, 1969, 1978, 1985, 1986, 1987, 2019 |
| Dundalk                          | 12      | 8          | 1942, 1949, 1952, 1958, 1977, 1979, 1981, 1988, 2002, 2015, 2018, 2020                                                                               |
| Shelbourne                       | 7       | 12         | 1939, 1960, 1963, 1993, 1996, 1997, 2000 |
| Bohemian                         | 7       | 9          | 1928, 1935, 1970, 1976, 1992, 2001, 2008 |
| Derry City                       | 6       | 6          | 1989, 1995, 2002, 2006, 2012, 2022 |
| St. Patrick's Athletic           | 5       | 8          | 1959, 1961, 2014, 2021, 2023 |
| Sligo Rovers                     | 5       | 6          | 1983, 1994, 2010, 2011, 2013 |
| Drumcondra †                     | 5       | 4          | 1927, 1943, 1946, 1954, 1957 |
| Cork City                        | 4       | 5          | 1998, 2007, 2016, 2017 |
| Waterford                        | 2       | 7          | 1937, 1980 |
| Cork Athletic †                  | 2       | 3          | 1951, 1953 |
| Limerick / Limerick United       | 2       | 3          | 1971, 1982 |
| Drogheda United                  | 2       | 3          | 2005, 2024 |
| Cork United †                    | 2       | 2          | 1941, 1947 |
| Cork Hibernians †                | 2       | 2          | 1972, 1973 |
| Longford Town                    | 2       | 2          | 2003, 2004 |
| St. James's Gate                 | 2       | 2          | 1922, 1938 |
| Cork FC / Fordsons FC †          | 2       | 2          | 1926, 1934 |
| Bray Wanderers                   | 2       | -          | 1990, 1999 |
| Finn Harps                       | 1       | 1          | 1974 |
| Galway United                    | 1       | 1          | 1991 |
| Alton United FC                  | 1       | -          | 1923 |
| Athlone Town                     | 1       | -          | 1924 |
| Transport FC                     | 1       | -          | 1950 |
| Home Farm                        | 1       | -          | 1975 |
| UCD Dublin                       | 1       | -          | 1984 |
| Sporting Fingal †                | 1       | -          | 2009 |
| Cork Celtic (Evergreen United) † | -       | 3          | --- |
| Brideville FC                    | -       | 2          | --- |
| Dolphin FC †                     | -       | 2          | --- |
| St. Francis FC                   | -       | 1          | --- |

- † Equipo desaparecido.